# Dominoe
Dominoe ist eine deutsche Rockband, die 1987 in Grafing bei München von dem Gitarristen Robert Papst (* 10. Dezember 1960 in Ebersberg) und dem Sänger Jörg Sieber (* 13. Juli 1961 in Ulm) gegründet wurde. Bekannt wurde die Band Anfang 1988 mit dem Titel Here I Am, den der französische Automobilhersteller Renault in einem Werbespot einsetzte.

## Geschichte

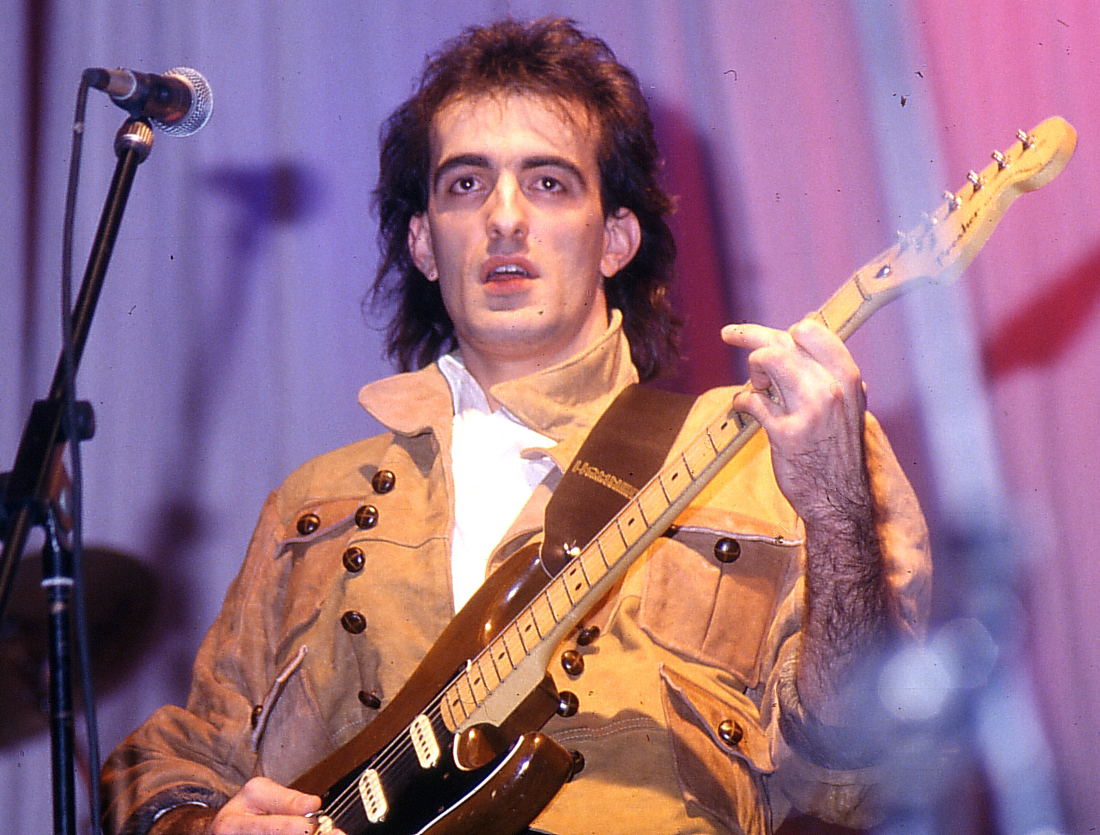
Robert Papst 1988

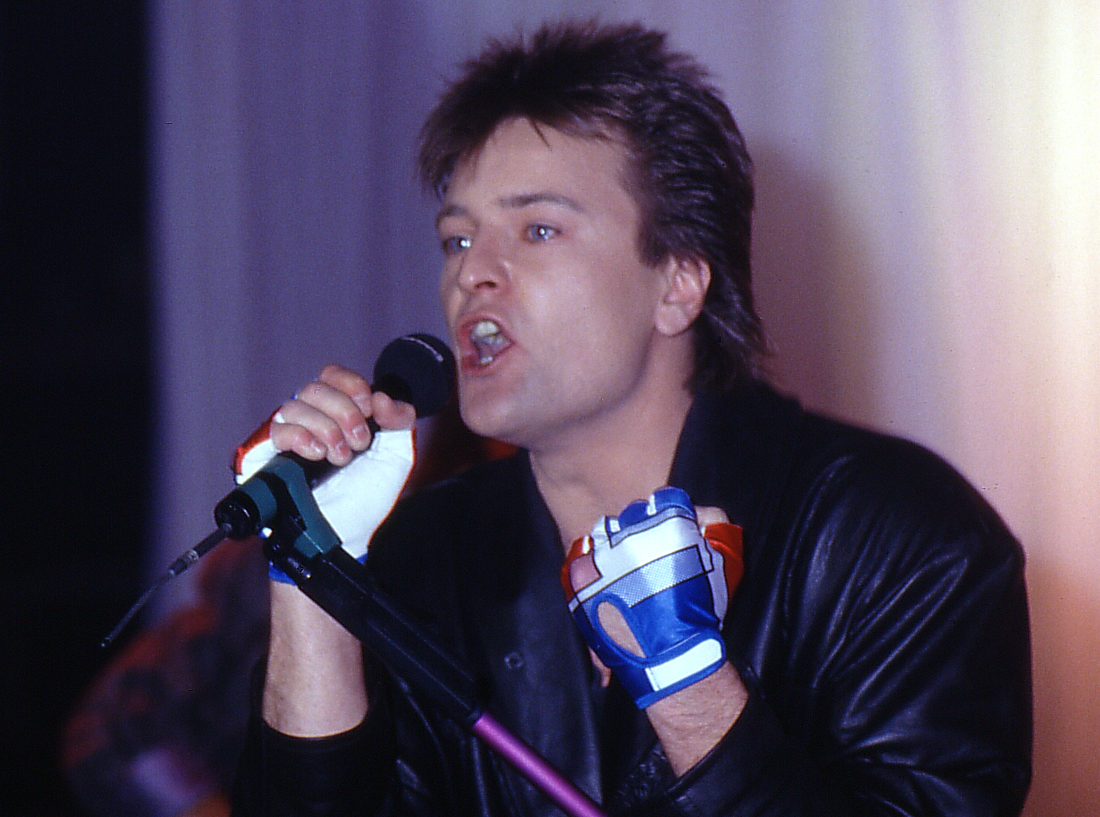
Jörg Sieber 1988

Die Mitglieder von Dominoe hatten erste musikalische Erfahrungen in verschiedenen Schüler-Bands im Münchener Umland gesammelt und kannten sich teilweise schon länger als zehn Jahre. Nach Einrichtung eines eigenen Tonstudios versuchten sich die Musiker Mitte der 1980er Jahre mit Bandnamen wie Flick of the Wrist und Radius, bis schließlich 1987 mit neuem Sänger Jörg Sieber die Band Dominoe ins Leben gerufen wurde. Gleich mit ihrer Debütsingle gelang den sechs Musikern ein Top-Hit. Dank der Verwendung des Songs Here I Am in einem Fernsehspot des Autoherstellers Renault, der damit das Modell Renault 5 bewarb, stieg er Anfang 1988 in die deutschen Charts ein, erreichte dort im Februar Platz 4 und hielt sich drei Monate in den Hitlisten. Die Bayern-Rocker waren in dieser Zeit in verschiedenen europäischen Ländern unterwegs und traten sogar im französischen Fernsehen auf.
Mit der Nachfolgesingle Let’s Talk About Life konnten Dominoe nicht an den ersten Erfolg anknüpfen, erreichten jedoch noch mittlere Chartplätze im Frühjahr 1988. Die dritte Single Family Man wurde im August 1988 aus ihrem Debütalbum Keep in Touch ausgekoppelt.
Im Jahr 1989 verließ Robert Papst als Musiker die Band und trat als Produzent von Dominoe in Erscheinung. Für ihn kam der Gitarrist Markus Schiegl. Die Keyboarderin und Backgroundsängerin Angie Buchzyk versuchte sich unter dem Namen Angie Layne als ebenfalls von Papst produzierte Solokünstlerin.
Das zweite Album The Key (1990), das von Papst in Zusammenarbeit mit Harold Faltermeyer produziert wurde, verkaufte sich ebenfalls nur mäßig. Nach einer begleitenden Tournee im Herbst 1990 gingen die Musiker wieder getrennte Wege.
Jörg Sieber veröffentlichte 1994 ein Soloalbum unter dem Pseudonym Jay Seever. Die Single That’s What You're Looking For war Titelsong für einen Hanuta-Werbespot. Das Projekt wurde wiederum von Robert Papst produziert.
Erst im Jahr 2002 entschlossen sich Papst und Sieber zu einem dritten Dominoe-Album mit dem Titel No Silence… No Lambs, das sie zusammen mit neuen Musikern, wie beispielsweise der Sängerin Jane Bogaert, aufnahmen.
Das vierte Album The Story Is Far from Told erschien im Jahr 2008 und wurde von einigen Fernsehauftritten begleitet, wie beispielsweise beim  ZDF-Fernsehgarten, Sat.1 Hit-Giganten.
Bei ihrem fünften Album Naked but Dressed, das 2012 erschien, wirkten erstmals Gastmusiker mit, unter anderem Jimi Jamison (Sänger von Survivor).
Im November 2018 erschien das sechste Album The Lost Radio Show. Es besteht aus Aufnahmen, die Dominoe im Jahr 2008 für eine britische Radioshow spielte. Teile dieser Live-Aufnahmen gingen seinerzeit durch einen Festplattencrash verloren, sodass die geplante Radiosendung nicht übertragen werden konnte. Die erhaltenen, unvollständigen Teile wurden archiviert. Zufällig entdeckte Robert Papst diese Ausschnitte Anfang des Jahres 2018 wieder. Für das Album wurden die meisten der 2008 aufgenommenen Stücke verwendet, nur die wirklich verloren gegangenen Teile mussten neu aufgenommen werden. Frühere Bandmitglieder und langjährige Musikerfreunde Papsts halfen dabei, die Aufnahmen zu ergänzen und zu komplettieren. So gelang es Papst, mit dieser Veröffentlichung die Atmosphäre der Original-Session zu erfassen. Die positive Resonanz aus der Musikszene auf die nach sechs Jahren erste weitere Veröffentlichung von Dominoe wurde durch Radio- und TV-Interviews begleitet.
Das Album The Lost Radio Show rezensiert unter anderem Anja Blum von der Süddeutschen Zeitung: "Der Vorteil dieses risikolosen Durchschreitens des Rockgenres mittels eingängiger Melodien und altbewährter Harmonien ist, dass das Album für eine ganze Generation so eine Art Soundtrack ihrer Jugend sein kann. Selbst wer die Band – jenseits ihres Hits – nicht kennt, aber mit Jon Bon Jovi, Brian Adams und Co. aufgewachsen ist, wird seine helle Freude an "The Lost Radioshow" haben. (…) Das Handwerk, das es dafür braucht, haben Papst und Co. ohnehin nie verlernt. Das Album ist bestens produziert, hält mit ruhiger Hand die Waage zwischen Professionalität und Authentizität, und die Musiker lassen technisch nichts zu wünschen übrig."
Im Juni 2021 trat Dominoe mit dem bereits 2012 von Robert Papst produzierten Song Comin’ Home in einer neuen Fassung wieder in Erscheinung. In Comin’ Home singt Jörg Sieber mit dem 2014 verstorbenen Jamison im Duett.
Anfang 2022 erschien eine Neuauflage ihrer bereits 2002 erschienenen CD No Silence... No Lambs, die überarbeitet wurde und auch neues Material beinhaltet.

## Diskografie

### Alben
(Quelle: )
- 1988: Keep in Touch
- 1990: The Key
- 1994: No Nore Money – Jay Seever
- 2002: No Silence… No Lambs
- 2008: The Story Is Far from Told
- 2012: Naked but Dressed
- 2018: The Lost Radio Show[14]
- 2022: No Silence No Lambs – Director’s Cut

### Singles
- 1987: Here I Am
- 1988: Let’s Talk About Life
- 1988: Family Man
- 1990: Angel Don't Cry
- 1990: Keep the Fire Burnin’
- 1993: Secret Love – Jay Seever
- 1994: That’s What You're Looking For – Jay Seever
- 1994: Heaven Is for Heroes – Jay Seever
- 2002: Here I Am 2002
- 2008: Irresistible
- 2009: Yesterday Was Yesterday
- 2012: What Happens
- 2012: Naked feat. Larry Hoppen
- 2021: Comin' Home feat. Jimi Jamison (Stewart Sullivan Mix)
- 2022: No Way Out